# Metilenetetraidrofolato-tRNA-(uracile-5-)-metiltransferasi (ossida il FADH2)
La metilenetetraidrofolato-tRNA-(uracile-5-)-metiltransferasi (ossida il FADH2) è un enzima appartenente alla classe delle transferasi, che catalizza la seguente reazione:
5,10-metilenetetraidrofolato+ tRNA contenente uridina in posizione 54 + FADH2 ⇄ tetraidrofolato + tRNA contenente ribotimidina in posizione 54 + FAD
Fino al 25% delle basi presenti sui tRNA maturi sono modificati o ipermodificati dopo la trascrizione. Una modificazione quasi universale consiste nella conversione di U54 in ribotimidina all'interno del TΨC loop. Tale modificazione è stata infatti individuata in tutti gli organismi studiati fino ad ora. A differenza di questo enzima, che utilizza 5,10-metilenetetraidrofolato e FADH2 come fonte di atomi per la metilazione di U54, la tRNA (uracile-5-)-metiltransferasi (numero EC 2.1.1.35) utilizza S-adenosil metionina.